# برادلي ويلسون
برادلي ويلسون (بالإنجليزية: Bradley Wilson)‏ هو متزحلق حر أمريكي، ولد في 5 يونيو 1992 في بوتي في الولايات المتحدة.

## وصلات خارجية
- برادلي ويلسون على موقع الاتحاد الدولي للتزلج (التزلج الحر) (الإنجليزية)
- برادلي ويلسون على موقع اللجنة الأولمبية الدولية (الإنجليزية)
- برادلي ويلسون على موقع أوليمبيديا (الإنجليزية)
- برادلي ويلسون على موقع اللجنة الأولمبية والبارالمبية الأمريكية (الإنجليزية)